# Hopperia dorylaimopsoides
Hopperia dorylaimopsoides is een rondwormensoort uit de familie van de Comesomatidae. De wetenschappelijke naam van de soort is voor het eerst geldig gepubliceerd in 1959 door Allgén.